# Verbandsliga Brandenburg 1995/96
Die Verbandsliga Brandenburg 1995/96 war die sechste Spielzeit der Verbandsliga Brandenburg und die zweite als fünfthöchste Spielklasse im Fußball der Männer.
Der SV Babelsberg 03 wurde in dieser Saison zum ersten Mal Landesmeister in Brandenburg und stieg damit in die Fußball-Oberliga Nordost auf. Der Frankfurter FC Viktoria 91 errang, mit 10 Punkten Rückstand, die Vizemeisterschaft.
Als Absteiger standen nach dem 30. Spieltag der SV Motor Hennigsdorf, SG Müncheberg, TSG Lübbenau 63, FSV Fürstenwalde und der SV Stahl Finow fest und mussten in die Landesliga absteigen.

## Teilnehmer
An der Spielzeit 1995/96 nahmen insgesamt 16 Vereine teil.
| Mannschaften aus der Verbandsliga Brandenburg 1994/95 | Mannschaften aus der Verbandsliga Brandenburg 1994/95 | Mannschaften aus der Verbandsliga Brandenburg 1994/95 |
| ----------------------------------------------------- | ----------------------------------------------------- | ----------------------------------------------------- |
| Brandenburger SC Süd 05                               | SV Falkensee-Finkenkrug                               | ESV Lokomotive Cottbus                                |
| TSG Lübbenau 63                                       | FSV Fürstenwalde                                      | FC Rot-Weiß Elsterwerda                               |
| SG Müncheberg                                         | SV Empor Mühlberg                                     | SV Motor Hennigsdorf                                  |
| SG Eintracht Oranienburg                              | SpVgg Blau-Weiß 90 Vetschau                           | Frankfurter FC Viktoria 91                            |
| SV Babelsberg 03                                      | SG Fortuna Babelsberg                                 |                                                       |

| ▲Aufsteiger aus der Landesliga 1994/95 | ▲Aufsteiger aus der Landesliga 1994/95 |
| -------------------------------------- | -------------------------------------- |
| SV Stahl Finow                         | FC Energie Cottbus II                  |

## Abschlusstabelle
| Pl. | Verein                      | Sp. | S  | U  | N  | Tore    | Diff. | Punkte |
| --- | --------------------------- | --- | -- | -- | -- | ------- | ----- | ------ |
| 1.  | SV Babelsberg 03            | 30  | 25 | 4  | 1  | 090:140 | +76   | 79     |
| 2.  | Frankfurter FC Viktoria 91  | 30  | 21 | 6  | 3  | 087:210 | +66   | 69     |
| 3.  | Brandenburger SC Süd 05     | 30  | 21 | 4  | 5  | 071:250 | +46   | 67     |
| 4.  | SG Eintracht Oranienburg    | 30  | 17 | 7  | 6  | 064:390 | +25   | 58     |
| 5.  | SV Falkensee-Finkenkrug     | 30  | 13 | 10 | 7  | 059:390 | +20   | 49     |
| 6.  | SV Empor Mühlberg           | 30  | 11 | 8  | 11 | 052:510 | +1    | 41     |
| 7.  | FC Energie Cottbus II (N)   | 30  | 9  | 11 | 10 | 041:450 | −4    | 38     |
| 8.  | ESV Lokomotive Cottbus      | 30  | 9  | 9  | 12 | 053:710 | −18   | 36     |
| 9.  | SpVgg Blau-Weiß 90 Vetschau | 30  | 10 | 4  | 16 | 051:790 | −28   | 34     |
| 10. | SG Fortuna Babelsberg       | 30  | 8  | 9  | 13 | 038:600 | −22   | 33     |
| 11. | FC Rot-Weiß Elsterwerda     | 30  | 8  | 9  | 13 | 031:530 | −22   | 33     |
| 12. | SV Motor Hennigsdorf        | 30  | 9  | 5  | 16 | 038:600 | −22   | 32     |
| 13. | SG Müncheberg               | 30  | 8  | 7  | 15 | 036:470 | −11   | 31     |
| 14. | TSG Lübbenau 63             | 30  | 7  | 7  | 16 | 029:520 | −23   | 28     |
| 15. | FSV Fürstenwalde            | 30  | 6  | 6  | 18 | 037:610 | −24   | 24     |
| 16. | SV Stahl Finow (N)          | 30  | 1  | 8  | 21 | 029:890 | −60   | 11     |

| (N) | Aufsteiger aus der Landesliga 1994/95 |

## Kreuztabelle
| 1995/96                     | SV Babelsberg 03 | Frankfurter FC Viktoria 91 | Brandenburger SC Süd 05 | SG Eintracht Oranienburg | SV Falkensee-Finkenkrug | SV Empor Mühlberg | FC Energie Cottbus II | ESV Lokomotive Cottbus | SpVgg Blau-Weiß 90 Vetschau | SG Fortuna Babelsberg | FC Rot-Weiß Elsterwerda | SV Motor Hennigsdorf | SG Müncheberg | TSG Lübbenau 63 | FSV Fürstenwalde | SV Stahl Finow |
| --------------------------- | ---------------- | -------------------------- | ----------------------- | ------------------------ | ----------------------- | ----------------- | --------------------- | ---------------------- | --------------------------- | --------------------- | ----------------------- | -------------------- | ------------- | --------------- | ---------------- | -------------- |
| SV Babelsberg 03            |                  | 2:0                        | 1:1                     | 1:1                      | 1:1                     | 4:0               | 3:2                   | 5:0                    | 4:0                         | 0:0                   | 6:0                     | 3:1                  | 5:0           | 2:0             | 3:0              | 7:0            |
| Frankfurter FC Viktoria 91  | 2:1              |                            | 4:1                     | 0:0                      | 1:1                     | 2:0               | 3:0                   | 1:1                    | 4:1                         | 3:0                   | 5:0                     | 6:0                  | 4:0           | 1:2             | 1:0              | 4:1            |
| Brandenburger SC Süd 05     | 1:2              | 1:1                        |                         | 0:1                      | 3:1                     | 5:1               | 2:1                   | 7:1                    | 3:0                         | 2:0                   | 4:1                     | 3:0                  | 1:0           | 1:0             | 2:0              | 4:1            |
| SG Eintracht Oranienburg    | 1:2              | 0:6                        | 2:5                     |                          | 1:1                     | 0:2               | 0:2                   | 4:1                    | 5:1                         | 4:1                   | 2:0                     | 0:2                  | 1:0           | 1:0             | 0:0              | 3:0            |
| SV Falkensee-Finkenkrug     | 0:2              | 0:1                        | 1:1                     | 2:4                      |                         | 5:0               | 2:2                   | 3:1                    | 2:4                         | 5:0                   | 4:2                     | 3:0                  | 1:1           | 1:1             | 3:1              | 3:1            |
| SV Empor Mühlberg           | 0:2              | 0:3                        | 1:0                     | 2:2                      | 1:1                     |                   | 0:0                   | 7:0                    | 2:1                         | 1:1                   | 0:0                     | 4:1                  | 0:2           | 3:1             | 6:2              | 1:1            |
| FC Energie Cottbus II       | 0:1              | 0:4                        | 0:0                     | 1:5                      | 1:1                     | 4:0               |                       | 2:2                    | 2:0                         | 2:2                   | 1:1                     | 1:1                  | 1:2           | 3:2             | 1:1              | 4:1            |
| ESV Lokomotive Cottbus      | 1:2              | 2:2                        | 2:0                     | 3:3                      | 3:0                     | 4:3               | 0:0                   |                        | 4:2                         | 2:5                   | 1:3                     | 2:2                  | 0:2           | 3:0             | 2:1              | 2:2            |
| SpVgg Blau-Weiß 90 Vetschau | 1:3              | 0:9                        | 0:3                     | 2:6                      | 4:2                     | 3:2               | 4:0                   | 4:0                    |                             | 1:2                   | 1:1                     | 1:1                  | 2:4           | 2:0             | 1:1              | 4:3            |
| SG Fortuna Babelsberg       | 0:4              | 1:3                        | 1:7                     | 1:3                      | 0:0                     | 0:2               | 2:1                   | 2:1                    | 4:2                         |                       | 2:2                     | 0:3                  | 1:2           | 0:0             | 2:1              | 2:2            |
| FC Rot-Weiß Elsterwerda     | 1:5              | 2:1                        | 0:1                     | 1:1                      | 0:3                     | 0:2               | 1:1                   | 1:4                    | 0:1                         | 1:1                   |                         | 2:0                  | 0:2           | 2:0             | 0:0              | 3:0            |
| SV Motor Hennigsdorf        | 1:6              | 1:4                        | 1:3                     | 1:2                      | 0:2                     | 1:0               | 0:2                   | 4:3                    | 3:0                         | 1:2                   | 1:1                     |                      | 1:3           | 1:1             | 3:0              | 2:0            |
| SG Müncheberg               | 0:2              | 1:1                        | 0:1                     | 0:1                      | 1:3                     | 2:2               | 1:2                   | 1:1                    | 1:2                         | 1:1                   | 0:1                     | 1:2                  |               | 1:1             | 2:4              | 2:0            |
| TSG Lübbenau 63             | 0:2              | 0:3                        | 1:3                     | 0:3                      | 1:4                     | 2:6               | 0:1                   | 0:1                    | 2:2                         | 2:1                   | 1:0                     | 4:1                  | 2:1           |                 | 2:1              | 1:1            |
| FSV Fürstenwalde            | 0:4              | 2:5                        | 1:2                     | 2:4                      | 1:2                     | 0:2               | 3:2                   | 1:4                    | 4:1                         | 1:0                   | 0:1                     | 0:3                  | 2:1           | 1:1             |                  | 1:1            |
| SV Stahl Finow              | 0:5              | 1:3                        | 0:4                     | 0:4                      | 0:2                     | 2:2               | 1:2                   | 2:2                    | 2:4                         | 1:4                   | 3:4                     | 1:0                  | 2:2           | 0:2             | 0:6              |                |